# Hans Gaukel
Hans Gaukel (* 23. September 1872 in Großsüßen; † 30. Mai 1914 in Stuttgart) war ein deutscher Maler.

## Werdegang
Johannes Gaukel wuchs als einziges Kind des Fabrikarbeiters Jakob Gaukel (1819–1881) und dessen Frau Elisabeth, geb. Blessing (1842–1917), auf. Der Vater starb, als Johannes, kurz Hans genannt, 9 Jahre alt war. Er begann im April 1886 eine Lithographenlehre bei der WMF in Geislingen/Steige und besuchte die Fortbildungsschule sowie die Fachschule im Freihandzeichnen bei Hans Peter. Aufgrund von Eingaben des ihn fördernden Großsüßener Pfarrers Ernst Ritter erhielt Hans Gaukel im Juli 1886 aus dem gewerblichen Stiftungsfonds der königlich-württembergischen Zentralstelle für Gewerbe und Handel 80 Mark, zuvor waren ihm bereits von der Zentralleitung des Stuttgarter Wohltätigkeitsvereins 40 Mark als Unterstützung zugegangen. Gaukel hatte später Gelegenheit, an der Stuttgarter Kunstakademie bei Jakob Grünenwald sowie Gustav Igler und Robert von Haug zu studieren. Max Diez, Vorstand der Gemäldegalerie Stuttgart, bescheinigte ihm 1913 in dem von Julius Baum herausgegebenen Buch Die Stuttgarter Kunst der Gegenwart „starkes zeichnerisches Talent“.
Im Jahr 1900 hatte Gaukel im Münchner Glaspalast das Bild Vesperschoppen ausgestellt, 1913 in Stuttgart das Bild Bei der Toilette. Auf der Stuttgarter Jubiläumsausstellung 1916 war sein Gemälde Der Geizhals zu sehen. Der Verbleib vieler Bilder des Spätimpressionisten ist ungeklärt. Fünf Bilder Gaukels befanden sich 1971 nachweislich in Privatbesitz bzw. im Besitz der Gemeinde Süßen.
Hans Gaukel wohnte bis zu seinem Tode am 30. Mai 1914 in Stuttgart und wurde dort auf dem Pragfriedhof bestattet.